# تأشير الليبيد
تأشير الليبيد lipid signalling هو أي حدث فيه تأشيرات بيولوجية ويتضمن مرسال ليبيدي يربط هدف البروتين، مثل المستقبلات أو الكيناز أو الفوسفاتيز، والتي بدورها تتوسط في تأثيرات هذه الليبيدات على استجابات خلوية محددة.  يُعتقد أن التأشيرات الليبيدية تختلف نوعياً عن نماذج التأشيرات التقليدية الأخرى (مثل النقل العصبي أحادي الأمين) لأن الليبيدات يمكن أن تنتشر بحرية عبر الأغشية. إحدى نتائج ذلك هو أنه لا يمكن تخزين المرسالات الليبيدية في حويصلات قبل إطلاقها، ولذلك غالبًا ما يتم تصنيعها حيويًا"عند الطلب" في موقع عملها المقصود.  على هذا النحو، لا يمكن للعديد من جزيئات التأشيرات الدهنية أن تنتشر بحرية في المحلول،ولكنها، بدلاً من ذلك، مرتبطة ببروتينات حاملة خاصة في مصل الدم.
تتحكم الليبيدات التأشيرية مثل الإيكوزونويدات والفوسفوينوسيتيدات والسفينجوليبيدات والأحماض الدهنية في العمليات الخلوية المهمة، بما في ذلك تكاثر الخلايا والاستماتة والتمثيل الغذائي والهجرة.
تعمل الليبيدات كمرسالات خارج الخلايا وداخل الخلايا للسيطرة على مصير الخلية في الفسيولوجيا والمرض الطبيعي. عندما يتم عدم تنظيم التأشير الليبيدي، يساهم ذلك في الالتهاب والسرطان والأمراض الأيضية والقلبية والأوعية الدموية والأمراض التنكسية.

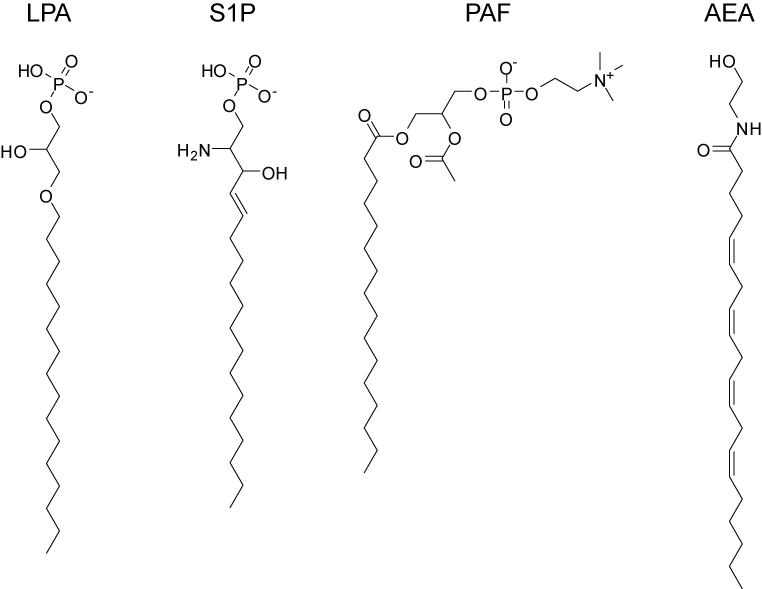
جزيئات التأشير الليبيدية الشائعة:lysophosphatidic acid (LPA)sphingosine-1-phosphate (S1P)
platelet activating factor (PAF)أنانداميد or arachidonoyl ethanolamine (AEA)